# Arbinda
Arbinda o Aribinda è un dipartimento del Burkina Faso classificato come comune, situato nella provincia di Soum, facente parte della regione del Sahel.
Il dipartimento si compone del capoluogo e di altri 42 villaggi: Aladjou, Arba-Débéré, Arra, Bamguel-Baguel, Belgou, Belhouro, Bossey, Boulikessi, Dalla, Dampéla, Dandio, Demtou, Djamkolga, Djika, Gaïk-Goata, Gaselnaye, Gasseliki, Gorel, Gorguel, Foubé, Irakoulga, Katté, Kioké, Kougri-Koulga, Kouilpagré, Liki, Lilgomdé, Madoudji, Niafo, Oualdéguédé, Ouilao, Oulf-Alpha, Palal-Sambo, Pelhouté, Pem, Peteldiré, Petelkotia, Sanga, Sikiré, Sirgné, Werapoli e Yalanga.